# Batalla d'Ulm

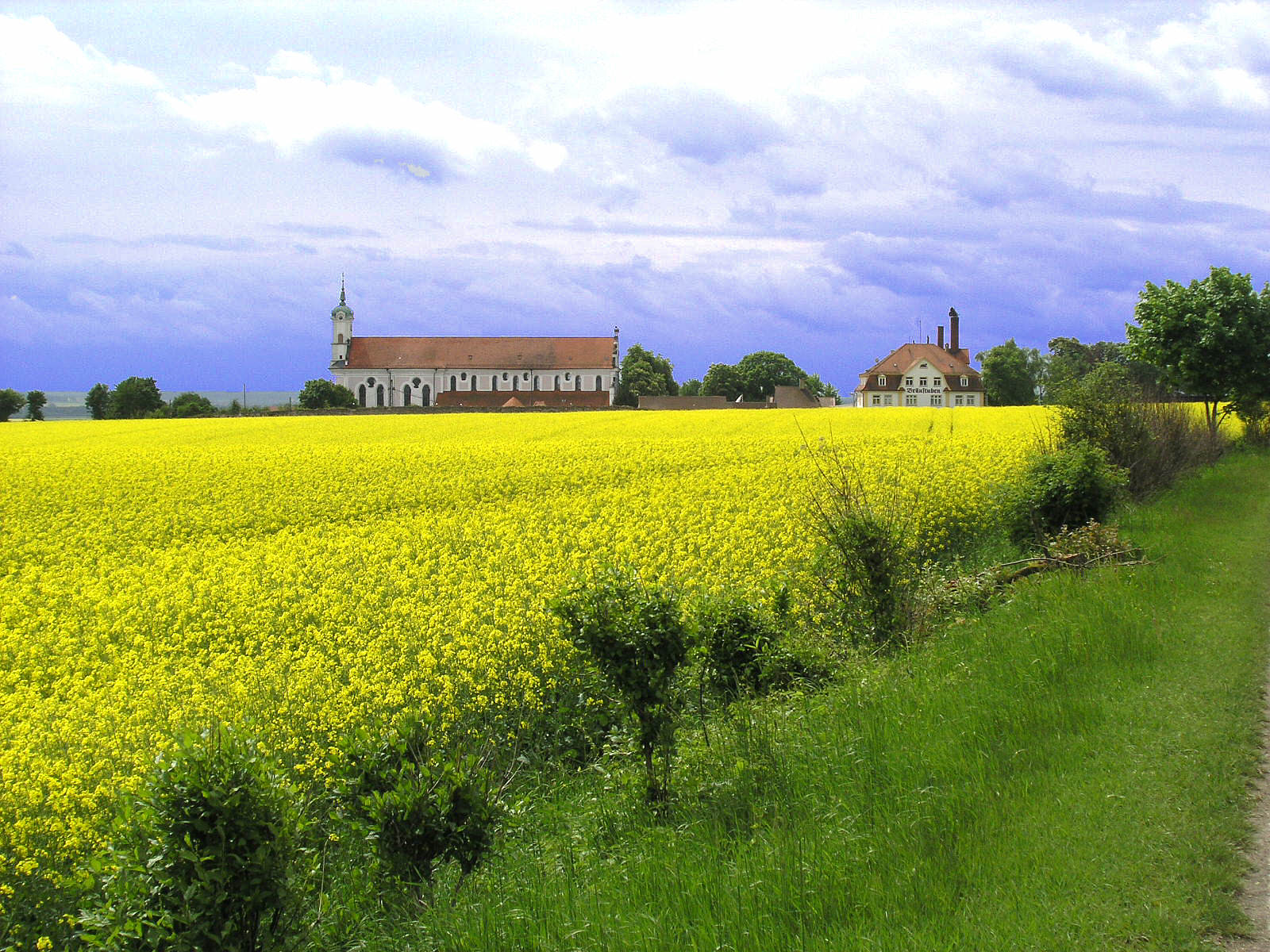
El camp de batalla d'Elchingen, amb el monestir del mateix nom al fons

La Batalla d'Ulm fou una batalla que va enfrontar l'exèrcit francès amb l'austríac en el decurs de les Guerres Napoleòniques, durant la Tercera Coalició, que va propiciar la destrucció de l'exèrcit austríac i l'entrada dels francesos a Viena.

## Antecedents

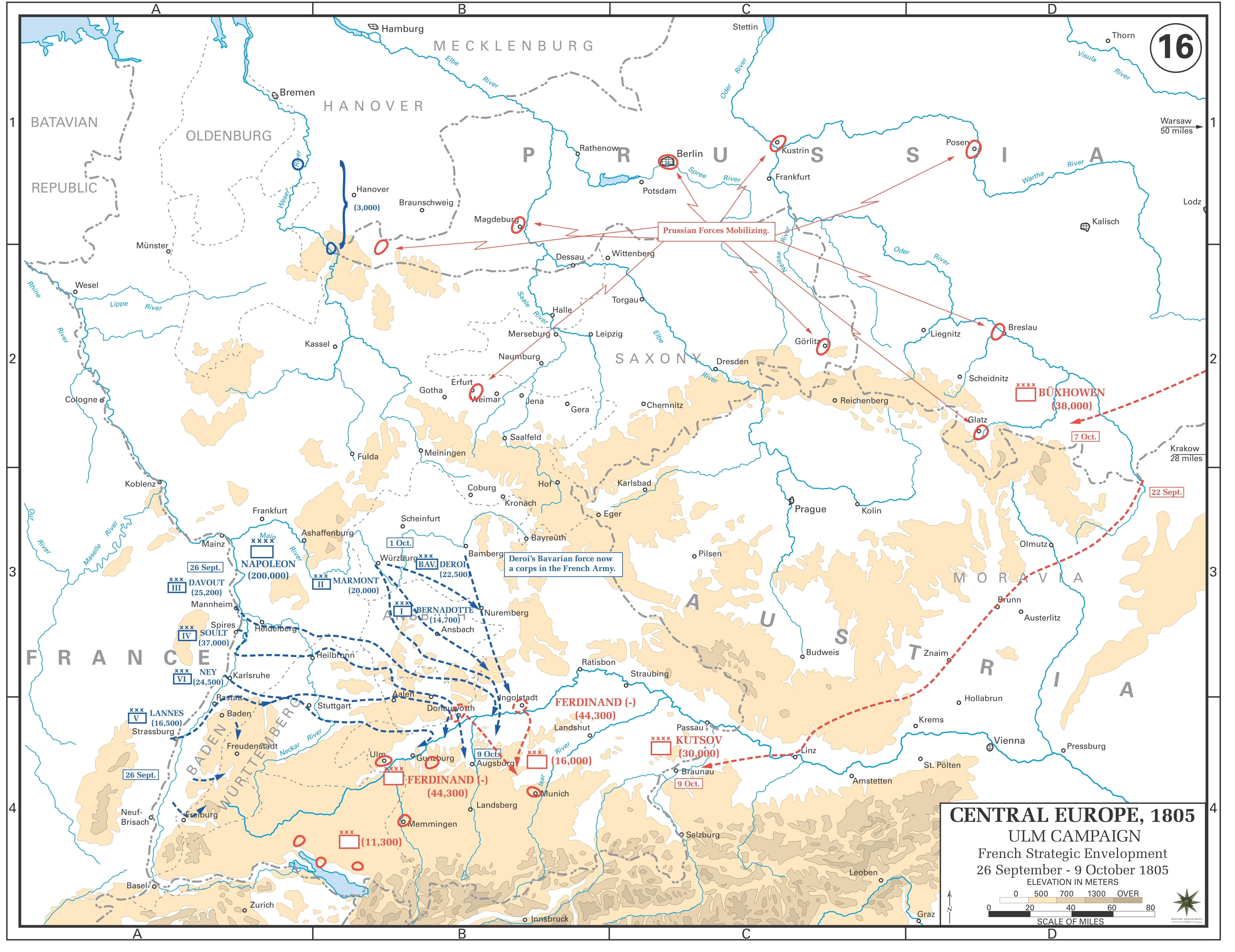
La campanya d'Ulm

L'estiu de 1805, Europa estava de nou en guerra. L'execució de Lluís Antoni de Borbó-Condé, duc d'Enghien, la fi del Tractat d'Amiens, la sacralització de Napoleó I i el seu coronament com a rei d'Itàlia, la reorganització d'Alemanya i Itàlia per França, va compondre una nova coalició composta per Rússia, l'Imperi austríac, el Regne de Nàpols i el Regne Unit, aquest darrer donant finaçament i intentant allunyar l'exèrcit francès situat a Boulogne-sur-Mer, amb la pretensió d'envair l'illa.
Al final d'agost de 1805 la Tercera Coalició va declarar la guerra a França i va envair el seu aliat Baviera. El 23 d'agost Napoleó va moure els 200.000 homes estacionats de Boulogne cap a Viena via Estrasburg, on van arribar el 24 de setembre. Després d'haver creuat el Rin dos dies més tard l'objectiu de Napoleó era clar: fer creure al general austríac Karl Freiherr Mack von Leiberich que el gruix de l'exèrcit francès s'esperaria a Ulm, cruïlla de camins, per continuar per la ruta tradicional del riu Danubi. Va enviar el general Joachim Murat a entretenir el general Mack mentre la resta de l'exèrcit vorejava Ulm pel nord i es llançava sobre Ulm a la batalla d'Elchingen sorprenent el general Mack per la rereguarda, cosa que el portaria a la rendició. A més, Napoleó va situar Nicolas Jean-de-Dieu Soult i Jean-Baptiste Bernadotte per evitar qualsevol ajuda a l'exèrcit austríac.
Una part important de l'exèrcit va marxar a Ulm on els austríacs esperaven els 54.000 russos comandats per Mikhail Illarionovitch Golenichtchev-Koutousov. Però Koutouzov pensava que la Grande Armée era encara a Boulogne i que tenia temps. Davant d'aquesta situació i en descobrir les maniobres de Napoleó, les tropes austríaques van fugir però la cavalleria de Murat va desbaratar l'exèrcit austríac amb 16.000 morts i 50 canons presos a l'enemic.

## Esdeveniments anteriors a la batalla
- 8 d'octubre de 1805: Emboscada a Wertingen
- 9 d'octubre de 1805: Presa dels ponts a Günzburg
- 11 d'octubre de 1805: Batalla d'Haslach. Prússia es declara neutral.
- 14 d'octubre de 1805: Batalla d'Elchingen.

## Forces presents
El general Karl Mack disposava de 27.000 homes, amb bones reserves de municions, però mancades de queviures, ja que el 1805 havia estat un any de males collites. Napoleó disposava de 80.000 homes a més de la cavalleria de Joachim Murat i la Guàrdia Imperial.

## Desenvolupament
El 15 d'octubre, Napoleó va demanar als austríacs que es rendissin, però no va tenir èxit. Amb tot, Napoleó va enviar el general Bertrand a l'atac, que va ser rebutjat. Després el general Malher va aconseguir prendre els turons de Michelberg, a l'oest d'Ulm. Aquests dia la ciutat d'Ulm estava completament assetjada i al vespre mateix el general Loison va arribar a atacar les portes de la ciutat, però aquest atac fou rebutjat.
L'endemà, Napoleó va decidir no atacar la ciutat, tot i els consells del seu estat major. Sabia que un assalt seria costós en homes i que Ulm cauria ràpidament per la manca d'aliments. Mack, al seu torn, esperava l'arribada dels russos. El 25 d'octubre, mancat d'aliments i de reforços, Mack va decidir rendir la plaça.
El 20 d'octubre, els soldats austríacs van desfilar durant cinc hores davant Napoleó. Els infants capturats deixaven els fusells, mentre que la cavalleria abandonava els cavalls. Tots eren destinats a ser enviats captius a França. Per contra, els oficials austríacs van poder conservar les armes i retornar a casa seva sota condició de no tornar a lluitar contra França.

## Resultat
25.000 austríacs van ser capturats, dels quals 18 generals i 50 canons. Per part francesa, només van tenir 500 morts i 1000 ferits per una batalla molt decisiva i clau en la campanya. En menys de quinze dies les tropes napoleòniques havien desballestat l'exèrcit austríac.
Es tracta d'una batalla amb victòria estratègica, la batalla en si no va tenir lloc. Napoleó va dur a terme el mateix que a la batalla de Marengo, però amb més èxit i més preparació, tot va ser fet per enganyar l'enemic.

## Conseqüències
Tot i que Napoleó havia vençut el general Mack i als austríacs, no havia vençut la coalició. Els russos venien des de Galítzia i els britànics havien guanyat el 19 d'octubre la batalla de Trafalgar. Napoleó va posar rumb cap a Viena per barrar el pas als russos. Viena va caure el 14 de novembre després de lluitar contra els russos de Mikhaïl Illarionovitch Golenichtchev-Koutousov. Napoleó va decidir acabar amb aquests perseguint-los. El punt decisiu fou la batalla d'Austerlitz, a 80 km al nord de Viena.
El general Mack fou condemnat a mort per l'emperador Francesc I d'Àustria, però només va complir dos anys de presó i després va caure en desgràcia.